# Blue Heelers - Poliziotti con il cuore
Blue Heelers - Poliziotti con il cuore (Blue Heelers) è una serie televisiva poliziesca australiana.

## La serie
È il telefilm australiano con la vita più lunga: i suoi 510 episodi sono stati infatti trasmessi da Seven Network dal gennaio 1994 fino al giugno del 2006. Solo Homicide, presente in prima serata per 13 anni dal 1964 al 1977, può essergli accostato nelle statistiche.
Trasmissione ed attori sono stati premiati più volte con il Logie Award, il maggior premio televisivo australiano.
In Italia sono state trasmessi su diverse emittenti private episodi delle prime sei stagioni, reperibili su DVD.

## Trama
Le vicende sono ambientate nella fittizia cittadina di Mont Thomas, in Victoria, e ruotano attorno ad una stazione di polizia il cui responsabile è il sergente Tom Croydon (John Wood, presente in tutte le stagioni, come Julie Nihill nel ruolo della proprietaria del pub). L'investigatore P.J. Hasham (Martin Sacks) è l'altro personaggio presente dall'origine fino alla penultima stagione, quella in cui il network aveva deciso di accantonare il programma, mantenuto ancora in vita per il 2006 da una vera e propria sollevazione del pubblico.

## Episodi
| Stagione             | Episodi | Prima TV Australia | Prima TV Italia |
| -------------------- | ------- | ------------------ | --------------- |
| Prima stagione       | 45      | 1993-1994          |                 |
| Seconda stagione     | 41      | 1995               |                 |
| Terza stagione       | 41      | 1996               |                 |
| Quarta stagione      | 42      | 1997               |                 |
| Quinta stagione      | 41      | 1998               |                 |
| Sesta stagione       | 42      | 1999               |                 |
| Settima stagione     | 41      | 2000               |                 |
| Ottava stagione      | 42      | 2001               |                 |
| Nona stagione        | 40      | 2002               |                 |
| Decima stagione      | 42      | 2003               |                 |
| Undicesima stagione  | 39      | 2004               |                 |
| Dodicesima stagione  | 42      | 2005               |                 |
| Tredicesima stagione | 11      | 2006               |                 |